# Тимошенко, Иван Архипович
Иван Архипович Тимошенко (18 октября 1924, Новинки, Гомельская губерния — 12 февраля 1999, Кривой Рог, Днепропетровская область) — советский военный, механик-водитель танка 46-го отдельного / 85-го гвардейского танкового полка 9-й механизированной бригады 9-го гвардейского механизированного корпуса 6-й / 6-й гвардейской танковой армии 2-го Украинского фронта, гвардии старший сержант.

## Биография
Родился 18 октября 1924 года в деревне Новинки Калинковичского района Гомельской области Белоруссии в крестьянской семье. Белорус. Окончил 7 классов. Работал трактористом.
В Красной армии с ноября 1943 года. В боях Великой Отечественной войны с мая 1944 года. Сражался на 2-м и 3-м Украинских фронтах. Отличился при освобождении от противников Румынии, Чехословакии, Австрии.
Механик-водитель танка 46-го отдельного танкового полка старший сержант Иван Тимошенко 12-23 сентября 1944 года у румынского города Турда умело маневрировал и, в составе танкового экипажа, в бою за высоту 597 уничтожил замаскированное вражеское орудие.
Приказом по 9-му гвардейскому механизированному корпусу от 6 ноября 1944 года за мужество и отвагу проявленные в боях старший сержант Тимошенко Иван Архипович награждён орденом Славы 3-й степени.
Механик-водитель танка 85-го гвардейского танкового полка гвардии старший сержант Иван Тимошенко 16 декабря 1944 года северо-западнее чехословацкого города Шаги прикрыл сапёров, производивших разминирование двух мостов, и в составе экипажа уничтожил вражеский пулемёт, девять противников, три повозки с военным имуществом.
Приказом по 9-му гвардейскому механизированному корпусу от 16 февраля 1945 года за мужество и отвагу проявленные в боях гвардии старший сержант Тимошенко Иван Архипович награждён орденом Славы 2-й степени.
30 марта 1945 года механик-водитель танка гвардии старший сержант Иван Тимошенко в составе войск 3-го Украинского фронта первым ворвался на боевой машине в австрийский населённый пункт Висма. В бою за австрийский город Винерайонёйштадт в условиях горно-лесистой местности истребил до десяти солдат противника, захватил склад с фаустпатронами. Был ранен, но остался в строю.
16 мая 1945 года командующий войсками 3-го Украинского фронта Маршал Советского Союза Толбухин Ф. И. подписал представление к награждению Ивана Тимошенко орденом Славы 1-й степени.
Указом Президиума Верховного Совета СССР от 29 июня 1945 года за образцовое выполнение заданий командования в боях с немецко-вражескими захватчиками гвардии старший сержант Тимошенко Иван Архипович награждён орденом Славы 1-й степени, став полным кавалером ордена Славы.
После войны продолжал службу в армии. Член КПСС с 1962 года. С февраля 1970 года подполковник Тимошенко И. А. в запасе.
Жил в городе Кривой Рог Днепропетровской области Украины. Работал на заводе «Криворожсталь». Скончался 12 февраля 1999 года в Кривом Роге.

## Награды
- Орден Отечественной войны 1-й степени;
- Орден Славы 1-й, 2-й и 3-й степени;
- Орден Красной Звезды;
- Орден Звезды Румынии (СРР);
- Знак «25 лет победы в Великой Отечественной войне»;
- медали, иностранные награды.